# Starry Night
"Starry Night" é uma balada instrumental do guitarrista virtuoso estadunidense Joe Satriani, sendo o primeiro single promocional do álbum Strange Beautiful Music, de 2002.
Em 2003, a canção foi indicada ao Grammy Awards na categoria Melhor Performance de Rock Instrumental, tornando-se, assim, a décima-segunda indicação de Satriani a esse prêmio.

## Desempenho nas Paradas Musicais
| Data       | Parada Musical        | Desempenho | Ref.  |
| ---------- | --------------------- | ---------- | ----- |
| 19/10/2002 | Digital Sales Top 100 | #16        | [ 2 ] |

## Prêmios e Indicações
| Ano  | Canção         | Prêmio        | Indicação                               | Resultado | Ref.        |
| ---- | -------------- | ------------- | --------------------------------------- | --------- | ----------- |
| 2003 | "Starry Night" | Grammy Awards | Melhor Performance de Rock Instrumental | Indicado  | [ 1 ] [ 3 ] |